# Adam Clayton Powell Jr.
Adam Clayton Powell Jr., né le 29 novembre 1908 à New Haven dans l'État du Connecticut) et mort le 4 avril 1972 à Miami  dans l'État de la Floride, est un pasteur baptiste, journaliste et un homme politique américain, qui est le premier Afro-Américain à devenir un membre influent du Congrès. Il est élu à la Chambre des représentants en 1945, comme représentant du quartier de Harlem, à New York. Il prend la tête de la  Committee on Education and Labor (commission de l'éducation et du travail) de la chambre basse en 1961. Son mandat comme président de la commission est marqué par l'adoption de plusieurs lois sociales déterminantes. Sa carrière s'achève par un scandale de corruption.

## Biographie

### Jeunesse et formation
Adam Clayton Powell Jr. est l'un des deux enfants de Adam Clayton Powell Sr. et de Mattie Fletcher Shaffer Powell, sa sœur se nomme Blanche Clayton Powell. Ses parents quittent New Haven pour s'installer à New York en 1909 après que Adam Clayton Powell Sr. soit nommé pasteur de l'église baptiste abyssinienne. En 1923, l'église baptiste abyssinienne change de quartier pour ouvrir ses portes à Harlem. Le jeune Adam Clayton Powell Jr. s'adapte à ce nouvel environnement et crée un groupe de réflexion formés par les jeunes paroissiens de l'église baptiste abyssinienne,.

#### Scolarité
Après ses études primaires suivies auprès de l'école attenante à l'église baptiste abyssinienne, Adam Clayton Powell Jr. poursuit ses études secondaires à la prestigieuse Townsend Harris High School (en) située dans le quartier des Washington Heights puis au City College situé au nord de Manhattan.
Pendant ses études secondaires, sa sœur Blanche Clayton Powell tombe malade, atteinte par la tuberculose, hospitalisée dans un sanatorium, elle meurt d'une péritonite. La famille Clayton est endeuillée, Adam Clayton Powell Jr. interrompt ses études. 

#### Études universitaires

##### L'université Colgate (1926-1930)
Malgré sa rupture de ses études secondaires, un ami de ses parents intervient pour qu'il soit accepté par l'université Colgate. Adam Clayton Powell Jr. y commence ses études en 1926,. 

##### L'université Columbia
Adam Clayton Powell Jr. poursuit ses études à l'université Columbia où sort en 1932 avec un Master of Arts en pédagogie et enseignement religieux.

### Carrière

#### Débuts militants
Pendant la Grande Dépression, Adam Clayton Powell Jr.  organise aux côtés de son père une soupe populaire et autres opérations de secours humanitaires, comme des distributions de vêtements en faveur des habitants démunis de Harlem. Très rapidement il devient le directeur du personnel de l'église baptiste abyssinienne et de son centre communautaire.
En 1936, Adam Clayton Powell Jr. écrit un article dans les colonnes de l’hebdomadaire le New York Amsterdam News titré « The Soap Box » dans lequel il demande les mêmes possibilités d'accès à l'emploi et au logement pour les Afro-Américains de Harlem que pour les autres citoyens. sa première campagne pour l'égalité des droits se tient au Harlem Hospital Center (en).

#### Pasteur
En 1937, il succède à son père en devenant pasteur de l'Église baptiste abyssinienne, fonction qu'il occupe jusqu'en 1972.

#### Carrière politique

##### Le conseil municipal de la ville de New York
Il est élu au Conseil municipal de New York en 1941, représentant le quartier de Harlem. Il devient ainsi le premier noir à occuper ce poste, notamment grâce à l'utilisation du scrutin à vote unique transférable. Selon Clayton, l'« action collective est la plus puissante force sur terre ». Selon certains spécialistes, Clayton serait arrivé au Congrès des États-Unis à Washington, D.C. avec un mandat des classes populaires avec lequel il entendait faire la différence.

##### Membre du Congrès

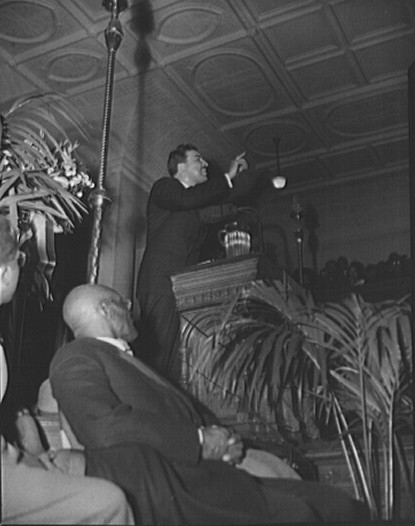
Adam Clayton Powell Jr. s'adressant à la foule lors d'un meeting en 1942.

En 1944, Adam Clayton Powell Jr., membre du Parti démocrate, intègre la Chambre des représentants. Sa circonscription électorale, correspondant au 22e district, comprenait entre autres le quartier de Harlem. Il devient à cette occasion le premier représentant noir de l'État de New York. Étant l'un des deux seuls représentants afro-américains dans la chambre basse, Powell refuse de se soumettre à l'interdiction d'utiliser certains équipements rattachés au Congrès, et qui étaient réservés aux blancs. Il invite par la suite plusieurs électeurs noirs à venir dîner dans un restaurant stipulant « White Only », c'est-à-dire réservés aux blancs. Il est pour cette raison mal vu par certains partisans de la ségrégation raciale dans son propre parti.
En 1956, il quitte le Parti démocrate pour soutenir le président Dwight D. Eisenhower, républicain candidat pour un second mandat. Il trouve les projets des démocrates en faveur des droits civiques trop inconsistants. En 1958, il parvient à résister à une tentative du Tammany Hall de l'évincer pour les élections primaires.
Après quinze ans passés au Congrès, Adam Clayton Powell Jr. est nommé président de la puissante Education and Labor Committee (commission du travail et de l'éducation) en 1961. À ce poste, il lutte activement dans des programmes fédéraux pour l'augmentation du salaire minimum, l'éducation et la formation des malentendants, ainsi que l'instauration de normes en matière de formation et d'heures de travail. Il propose également différents projets en faveur de l'enseignement primaire et secondaire. Il supervise aussi l'adoption du programme de John Fitzgerald Kennedy baptisé New Freedom (« Nouvelle liberté »). Il intervient de même en faveur de l'adoption des projets de Lyndon B. Johnson baptisés Great Society (« Grande Société »). Cela marque son attachement au Parti démocrate, dont il s'était pendant un temps éloigné. Powell détient ainsi le record du nombre de lois adoptées en un seul mandat.

##### Corruption et déclin
Au milieu des années 1960, Adam Clayton Powell Jr. est très critiqué à propos de l'utilisation de son budget, notamment en raison de voyages privés payés avec des fonds publics. Powell se rend en effet fréquemment sur l'île de Bimini dans les Bahamas, et manque de ce fait les réunions de son comité. Il est aussi critiqué dans son propre district après qu'il a été arrêté pour avoir refusé de payer une amende consécutive à une accusation de diffamation. Il passe par la suite de plus en plus de temps en Floride, où il a tendance à exhiber sa richesse, ce qui contraste avec la pauvreté du quartier qu'il représente.
En janvier 1967, les allégations de corruption et de détournement de fonds pesant sur Powell contraignent le comité électoral démocrate à le destituer de ses fonctions de président. Les membres de la Chambre des représentants refusent qu'il ne puisse retrouver son poste avant qu'une enquête ne soit menée à propos de ses agissements. En mars, les représentants se prononcent massivement (307 voix sur 433) en faveur de l'exclusion de Powell.
En juin 1969, la Cour suprême des États-Unis juge que Powell a été évincé anticonstitutionnellement, étant donné qu'il avait été élu de façon légitime. Powell fait ainsi son retour à la chambre basse, mais son absentéisme est de nouveau montré du doigt. En 1970, il est battu lors de primaires démocrates par Charles Rangel, qui représentait le quartier depuis toujours. Powell ne parvint ensuite pas à participer au scrutin comme candidat indépendant. Il quitte ses fonctions de pasteur de l'Église baptiste abyssinienne, et se retire aux Bahamas. En avril 1972, il tombe gravement malade, et est transféré d'urgence à l'hôpital de Miami. Il y meurt le 4 avril à l'âge de soixante-trois ans. Quelques jours plus tard, ses cendres sont à sa demande dispersées au-dessus de Bimini.

### Vie privée
En 1933, Adam Clayton Powell Jr. épouse  Isabel Washington Powell (en) une danseuse du Cotton Club et adopte son fils né d'un premier mariage.
En 1945, Adam Clayton Powell Jr. divorce pour épouser en secondes noces la pianiste et chanteuse Hazel Scott.

## Publications

### Autobiographie
- Adam By Adam : The Autobiography of Adam Clayton Powell, Jr.  (préf. Adam Clayton Powell III), New York, Dial Press (réimpr. 2000, 2002) (1re éd. 1971), 280 p. (ISBN 9780758201959, lire en ligne),

### Articles
- « Present Members Of Congress », Negro History Bulletin, vol. 22, no 6,‎ mars 1959, p. 134-136, 141 (4 pages) (lire en ligne ),
- « Black Power in the Church », The Black Scholar, vol. 2, no 4,‎ décembre 1970, p. 32-34 (3 pages) (lire en ligne ),

## Pour approfondir

#### Notices dans des encyclopédies et manuels de références
- (en-US) Barbara C. Bigelow (dir.), Contemporary Black Biography, vol. 3, Detroit, Michigan, Gale Research, 1992, 287 p. (ISBN 9780810385559, lire en ligne), p. 184-188,
- (en-US) Kenneth O'Reilly (dir.) et David Gallen (dir.), Black Americans : The FBI File, New York, Carroll & Graf, 1994, 518 p. (ISBN 9780786700103, OCLC 29258738, lire en ligne), p. 263-306,
- (en-US) Lea Esther Williams, Servants of the People : The 1960s Legacy of African American Leadership, New York, St. Martin's Griffin (réimpr. 1998, 2009) (1re éd. 1996), 255 p. (ISBN 9780312163723, OCLC 35249474, lire en ligne), p. 122-140,
- (en-US) Shelley Fisher Fishkin (dir.) et David Bradley (dir.), Encyclopaedia of Civil Rights in America, vol. 2, Armonk, état de New York, Sharpe Reference &  Routledge, 1997, 721 p. (ISBN 9780765680006, lire en ligne), p. 695-696,
- (en-US) John A. Garraty (dir.) et Mark Christopher Carnes (dir.), American National Biography, vol. 17 : Park - Pushmataha, New York, Oxford University Press, USA, 1999, 952 p. (ISBN 9780195127966, lire en ligne), p. 771-773. ,
- (en-US) R. Kent Rasmussen (dir.), The African American Encyclopedia, vol. 7 : Nat-Ran, New York, Marshall Cavendish Corporation, 2001, 2100 p. (ISBN 9780761472155, lire en ligne), p. 1998-2001,
- (en-US) Charles W. Carey Jr. (dir.) et Liz Sonneborn (dir.), African-American Political Leaders, New York, Facts On File (réimpr. 2005, 2011) (1re éd. 2003), 379 p. (ISBN 9780816081202, lire en ligne), p. 249-252,
- (en-US) Henry Louis Gates Jr. (dir.) et Evelyn Brooks Higginbotham (dir.), African American National Biography, vol. 6 : Moore, Lenny-Romain, New York, Oxford University Press, USA, 2008, 688 p. (ISBN 9780195160192, lire en ligne), p. 406-408,
- (en-US) Paul Finkelman (dir.), Encyclopedia of African American History, 1896 to the Present : From the Age of Segregation to the Twenty-first Century, New York, Oxford University Press, USA, 2009, 509 p. (ISBN 9780195167795, lire en ligne), p. 114-117,
- (en-US) Jessie Carney Smith (dir.), Encyclopedia of African American Popular, vol. 3, Santa Barbara, Californie, Greenwood, 2010, 1253 p. (ISBN 9780313357961, lire en ligne), p. 925,

#### Essais et biographies
- (en-US) Neil Hickey, Adam Clayton Powell and the politics of race, New York, Fleet Publishing Corpiration, 1965, 336 p. (OCLC 558749638, lire en ligne),
- (en-US) P. Allan Dionisopaulas, Rebellion, Racism, and Representation : The Adam Clayton Powell Case and Its Antecedents, Dekalb, Illinois, Northern Illinois University Press, 1970, 196 p. (ISBN 9780875800189, lire en ligne),
- (en-US) Kent M. Weeks, Adam Clayton Powell and the Supreme Court, New York, Dunellen, 1971, 328 p. (ISBN 9780842400220, lire en ligne),
- (en-US) Andy Jacobs, The Powell Affair : Freedom Minus One, Indianapolis, Indiana, The Bobbs-Merrill Company,, 1973, 280 p. (ISBN 9780672517709, OCLC 1325607730, lire en ligne),
- (en-US) James Haskins, Adam Clayton Powell : Portrait of a Marching Black, New York, Dial Press (réimpr. 1992, 1993) (1re éd. 1974), 202 p. (ISBN 9780803718098, lire en ligne),
- (en-US) Bob Jakoubek, Adam Clayton Powell Jr Political Leader, New York, Chelsea House, 1988, 120 p. (ISBN 9781555466060, lire en ligne),
- (en-US) Charles V. Hamilton, Adam Clayton Powell, Jr. : The Political Biography of an American Dilemma, New York & Toronto, Atheneum (réimpr. 1992, 2001) (1re éd. 1991), 584 p. (ISBN 9780689120626, lire en ligne),
- (en-US) Wil Haygood, King of the Cats : The Life and Times of Adam Clayton Powell, Jr., New York, HarperCollins Publishers (réimpr. 2006) (1re éd. 1994), 534 p. (ISBN 9780060842413, OCLC 61204481, lire en ligne). ,

#### Articles anglophones
- « Legislative Exclusion: Julian Bond and Adam Clayton Powell », The University of Chicago Law Review, vol. 35, no 1,‎ automne 1967, p. 151-172 (22 pages) (lire en ligne ),
- Lee A. Daniels, « The Political Career of Adam Clayton Powell », Journal of Black Studies, vol. 4, no 2,‎ décembre 1973, p. 115-138 (24 pages) (lire en ligne ),
- Art Pollock, « "My Life's Philosophy": Adam Clayton Powell's "Black Position Paper" », Journal of Black Studies, vol. 4, no 4,‎ juin 1974, p. 457-462 (6 pages) (lire en ligne ),
- Dominic J. Capeci, « From Different Liberal Perspectives: Fiorello H. La Guardia, Adam Clayton Powell, Jr., and Civil Rights in New York City, 1941-1943 », The Journal of Negro History, vol. 62, no 2,‎ avril 1977, p. 160-173 (14 pages) (lire en ligne ),
- Dominic J. Capeci, Jr., « From Harlem to Montgomery: The Bus Boycotts and Leadership of Adam Clayton Powell, Jr., and Martin Luther King, Jr. », The Historian, vol. 41, no 4,‎ août 1979, p. 721-737 (17 pages) (lire en ligne ),
- Henry Paul Orr, « Reflections on the Pragamatic Way of Adam Clayton Powell, Jr.: a Black American », Negro History Bulletin, vol. 42, no 4,‎ dernier trimestre 1979, p. 90-93 (4 pages) (lire en ligne ),
- Louis Porter II, « An Unlikely Alliance : Adam Clayton Powell, Dietrich Bonhoeffer and the Seeds of Transformation », CrossCurrents, vol. 64, no 1,‎ mars 2014, p. 116-122 (7 pages) (lire en ligne ),